# Grzegorz Berendt
Grzegorz Berendt (ur. 23 czerwca 1964) – polski historyk, naczelnik Biura Edukacji Publicznej oddziału IPN w Gdańsku w latach 2008–2013, wykładowca historii na Uniwersytecie Gdańskim, członek Rady Naukowej Żydowskiego Instytutu Historycznego, w latach 2021–2024 dyrektor Muzeum II Wojny Światowej w Gdańsku (od 2017 do 2021 wicedyrektor tej instytucji, do 2022 jako pełniący obowiązki dyrektora).

## Życiorys
Absolwent Uniwersytetu Gdańskiego. Doktorat obronił w 1995 na podstawie pracy Żydzi na terenie Wolnego Miasta Gdańska w latach 1920–1945 (Działalność kulturalna, polityczna i socjalna) napisanej pod kierunkiem Stanisława Mikosa, habilitował się w 2007 na podstawie rozprawy Życie żydowskie w Polsce w latach 1950–1956. Z dziejów Towarzystwa Społeczno-Kulturalnego Żydów w Polsce. Specjalizuje się w historii Polski XX w., historii Pomorza, dziejach Żydów w Polsce i relacjach polsko-żydowskich. Jest autorem około 90 publikacji naukowych i ponad 30 popularnonaukowych. W dorobku naukowym ma trzy samodzielne monografie i współautorstwo 7 książek.
W latach 2002–2007 pełnił funkcję kierownika Studium Podyplomowego Historii na Wydziale Filologiczno-Historycznym Uniwersytetu Gdańskiego.
W 2006 rozpoczął pracę również w Instytucie Pamięci Narodowej w oddziale Gdańskim. W latach 2008–2013 pełnił funkcję naczelnika Oddziałowego Biura Edukacji Publicznej IPN w Gdańsku. Pozostał pracownikiem IPN w Gdańsku w Referacie Badań Naukowych. Na początku 2017 pełnił obowiązki naczelnika Oddziałowego Biura Badań Historycznych IPN w Gdańsku. W 2022 został doradcą prezesa Instytutu Pamięci Narodowej.
1 lutego 2018 został powołany przez premiera Mateusza Morawieckiego w skład zespołu ds. dialogu z Izraelem.
4 maja 2017 został wicedyrektorem Muzeum II Wojny Światowej w Gdańsku. 24 lipca 2021 został p.o. dyrektora Muzeum II Wojny Światowej w Gdańsku, w latach 2022–2024 dyrektor tej instytucji.
Jest członkiem Polskiego Towarzystwa Historycznego, Gdańskiego Towarzystwa Naukowego i Instytutu Kaszubskiego. Przewodniczy Radzie Muzeum Stutthof oraz jest członkiem Rady Muzeum Auschwitz-Birkenau i Kolegium Historyczno-Programowego Europejskiego Centrum Solidarności. Należy do redakcji pisma naukowego Wydziału Historycznego UG „Studia Historica Gedanensia”
Od 2011 jest członkiem rady stowarzyszenia Instytut Bałtycki.
Jest oficerem rezerwy Wojska Polskiego.
W 2013 był promotorem pracy doktorskiej m.in. Karola Nawrockiego, swojego późniejszego przełożonego oraz poprzednika na stanowisku dyrektora Muzeum II Wojny Światowej w Gdańsku.
Był przewodniczącym Międzynarodowej Rady Oświęcimskiej (od 1 kwietnia 2022 do lipca 2024).

## Życie prywatne
Jest żonaty, ma dwoje dzieci.

## Odznaczenia i wyróżnienia[4]

### Odznaczenia i ordery
- Krzyż Oficerski Orderu Odrodzenia Polski (2025)[18]
- Krzyż Kawalerski Orderu Odrodzenia Polski (2016)[19]
- Złoty Krzyż Zasługi (2009)[20]
- Medal Komisji Edukacji Narodowej
- Medal „Pro Memoria”
- Medal Poświęcony Rocznicy Powstania w Getcie Warszawskim
- Medal Chana Dżelal Ed Dina
- Odznaka Honorowa Krzyż Pamięci Szlaku Nadziei (2023)[21]

### Nagrody i wyróżnienia
- Wyróżnienie w konkursie ogólnopolskim na najlepszą pracę magisterską o tematyce polsko-żydowskiej i izraelskiej za pracę pt. Żydzi w Wolnym Mieście Gdańsku 1933–1939, Warszawa 21.03.1991, organizatorzy konkursu: Ambasada Izraela i Towarzystwo Przyjaźni Polsko-Izraelskiej;
- Doroczna nagroda Gdańskiego Towarzystwa Naukowego za rok 1995 za wybitne osiągnięcia w dziedzinie nauk społecznych i humanistycznych za rozprawę doktorską pt. Żydzi na terenie Wolnego Miasta Gdańska w latach 1920–1945. Działalność polityczna, kulturalna i socjalna. Gdańsk 1996;
- Nagroda rektora Uniwersytetu Gdańskiego zespołowa pierwszego stopnia za książkę pt. Między emigracją i trwaniem. Syjoniści i komuniści żydowscy w Polsce po Holokauście, Warszawa 2003;
- Nagroda Rektora Uniwersytetu Gdańskiego indywidualna drugiego stopnia za pracę habilitacyjną pt. Życie żydowskie w Polsce w latach 1950–1956. Z dziejów Towarzystwa Społeczno-Kulturalnego Żydów w Polsce;
- Nagroda Rektora UG zespołowa drugiego stopnia za pracę zbiorową Dom ─ spotkanie przestrzeni prywatnej i publicznej na tle przemian cywilizacyjnych XIX i XX wieku;
- Nagroda Rektora UG zespołowa pierwszego stopnia za książkę Dzieje Lęborka.

## Wybrane publikacje
- G. Berendt, Żydzi na terenie Wolnego Miasta Gdańska w latach 1920–1945, Gdańsk 1997.
- G. Berendt, Żydzi na gdańskim rozdrożu 1945–1950, Gdańsk 2000.
- G. Berendt, A. Grabski, A. Stankowski, Studia z historii Żydów w Polsce po 1945 r., Warszawa 2000.
- A. Grabski, G. Berendt, Między emigracją a trwaniem: syjoniści i komuniści żydowscy w Polsce po Holocauście, Warszawa 2003.
- G. Berend, Krokowa i okolice w okresie "upiornej dekady" (1939–1949), "Acta Cassubiana" 2005, t. 7.
- G. Berendt, Życie żydowskie w Polsce w latach 1950–1956. Z dziejów Towarzystwa Społeczno-Kulturalnego Żydów w Polsce, Gdańsk 2006.